# Krzysztof Bogdanowicz
Krzysztof Lucjan Roszka Bogdanowicz (ur. 13 grudnia 1815 w Stanisławowie - zm. 18 grudnia 1875 w Czerniowcach) – ziemianin, poseł do Sejmu Krajowego Galicji i austriackiej Rady Państwa
Ziemianin, od 1844 współwłaściciel a następnie właściciel dóbr Dżurków w pow. Horodenka. Należał do Galicyjskiego Towarzystwa Gospodarczego we Lwowie i zasiadał w Radzie Zawiadowczej Galicyjskiego Towarzystwa Rektyfikacji i Wywozu Spirytusu. Pierwsze Galicyjskie Towarzystwo Rektyfikacji i Wywozu Spirytusu, „Gazeta Lwowska”, 1871, nr 12, s. 2; „Gazeta Lwowska” 1870, nr 151, s. 2. 
Poseł do Sejmu Krajowego Galicji III kadencji (1870–1875), wybrany w III kurii obwodu Kołomyja, z okręgu wyborczego Miasto Kołomyja.
Poseł do Rady Państwa III kadencji (15 września 1870 - 10 sierpnia 1871) i IV kadencji (29 grudnia 1871 - 21 kwietnia 1873) wybrany z kurii VII – delegat z grona posłów miast Kołomyja, Stanisławów i Stryj. W IV kadencji utracił mandat z powody niestawienia się. W parlamencie austriackim członek Koła Polskiego. 
Pochowany został w kaplicy Bogdanowiczów na cmentarzu w Czerniowcach. 

## Rodzina
Urodził się w spolonizowanej rodzinie ormiańskiej, syn ziemianina Stefana (zmarł w 1836) i Kajetany z domu Skwarczyńskiej, od 1840 mąż Gertrudy z domu Zerygiewicz. 

## Zob. też
WikiOrmianie - Krzysztof Lucjan Roszka Bogdanowicz